# Gustave Nicolas Joseph De Ridder
Cet article concerne l'ingénieur et pionnier du chemin de fer (1795-1862). Pour le notaire et collectionneur d'uniformes (1861-1945), voir Gustave Julien Henri De Ridder.
Pour les articles homonymes, voir De Ridder.
Gustave Nicolas Joseph De Ridder, dit Gustave De Ridder, né le 31 mai 1795 à Bruxelles et mort le  27 mai 1862 à Mée-sur-Seine (France), est un ingénieur des ponts et chaussées et un entrepreneur belge.
Pionnier des chemins de fer, il a notamment, avec son collègue et beau-frère Pierre Simons, étudié et réalisé le premier chemin de fer en Belgique de Bruxelles à Malines.

## Biographie

### Naissance et formation
Gustave De Ridder, de son nom complet Gustave Nicolas Joseph De Ridder, est né le 31 mai 1795 à Bruxelles,. Ses parents sont, Frédéric De Ridder (1767-1844) et Claire Bouniau (1770-1843). Son père Frédéric, est ingénieur, plus tard il sera le directeur des travaux du Pont-rails du Val-Benoît.
Il commence à travailler à 16 ans, année où il construit « une chaloupe de dix pieds de quille ».
À 17 ans, en juillet 1812, il entre dans le Génie militaire français, comme « conducteur » et « garde », il est attaché dans différentes places et notamment à Bréda. En 1814, il a 19 ans lorsqu'il retourne à Bruxelles pour entrer dans l'administration du prince d'Orange Nassau. C'est, le 29 septembre qu'il rejoint le service des ponts et chaussées, qui dépend de la direction des travaux publics au commissariat général de l'Intérieur. Il accède, par un arrêté du 25 décembre 1816, au grade d'aspirant ingénieur dans le corps du Waterstaat. Il quitte l'administration d'Orange en novembre 1817.

### Ingénieur des ponts et chaussées
Après avoir intégré le  corps des ponts et chaussées en 1817, il évolue vers un poste où il fait fonction d'ingénieur, en novembre 1819, lorsqu'il est mis à disposition de l'ingénieur en chef de la Province de Brabant. Puis il change de secteur, en passant au Brabant-Septentrional, en mai 1822, tout en ayant la même fonction, et c'est le 30 septembre 1823 qu'il accède à la fonction d'ingénieur titulaire du corps du Waterstaat. Il participe aux études puis à la construction du canal Bruxelles-Charleroi entre 1823 et la déclaration d'indépendance de la Belgique, en 1830.
Durant les journées de septembre 1830 de la révolution belge, il est arrêté le 23 à Bruxelles, pour rébellion. Blessé, il réussit néanmoins à s'échapper après quelques jours d'enfermement.
Ses voyages d'études en Grande-Bretagne avec Pierre Simons et Jean-Baptiste Vifquain lui avaient permis d'observer les balbutiements du chemin de fer, et ils furent rapidement associés par le ministre de l'intérieur Charles Rogier aux projets de mise en place de ce mode de transport au sein de l'administration de la jeune Belgique. Ce sont De Ridder et Simons « qui conçurent le plan du réseau et en dirigèrent l'exécution ».
Par l'arrêté royal du 31 juillet 1834, les deux « ingénieurs des ponts et chaussées de 1er classe, sont nommés directeurs des travaux de la route en fer, et rempliront, en cette qualité, les fonctions d'ingénieurs en chef ». Ils sont commissionnés à l'étude de plusieurs lignes, notamment les chemins de fer de Paris à Bruxelles et de Francfort à Berlin.

### Ingénieur et entrepreneur
Le 16 novembre 1842, l’État lui accorde à titre personnel un titre de concession sur une ligne de chemin de fer reliant Anvers (rive gauche) à Gand. Il entreprend d'acquérir les terrains pour une première section reliant Saint-Nicolas à Anvers «Tête de Flandres», où un bac permet de rejoindre le centre-ville sur l'autre rive de l'Escaut. Il y fait circuler une locomotive et divers wagons de sa conception. L'ingénieur avait en effet également déposé divers brevets de perfectionnement du matériel roulant dont dériveront les locomotives dites «système De Ridder» dont la machine Pays de Waes est un exemplaire conservé par le patrimoine historique de la Société nationale des chemins de fer belges (SNCB) au musée Train World.
En 1845, il injecte l'ensemble des actifs de la ligne Anvers - Gand dans la Compagnie du chemin de fer d'Anvers à Gand par Saint-Nicolas et Lokeren, créée afin d'élargir le capital disponible.

### Affaire du tunnel de Cumptich
L'effondrement de ce tunnel le 21 janvier 1845, alors que des travaux de doublement sont en cours, ne fait aucune victime, mais révèle que les ingénieurs chargés de la supervision des travaux n'ont pas suffisamment tenu compte de signaux inquiétants au niveau de la maçonnerie du premier pertuis de l'ouvrage (construit quelques années plus tôt). Il s'agissait notamment d'un problème de qualité sur le mortier utilisé pour certains tronçons, dont celui qui s'est effondré. En outre, la proximité des deux ouvrages et le maintien en exploitation du premier rendaient l'entreprise particulièrement risquée. Enfin, le tunnel était construit "à la belge" ; d'abord la voute, ensuite les piédroits et enfin le radier, ce qui rajoute des contraintes de charge dans la section (particulièrement longue dans ce chantier) où la voute ne repose pas encore sur des piédroits. G. De Ridder n'était pas impliqué dans les travaux du second pertuis, mais il avait, à l'époque de la construction du  premier pertuis, supervisé les travaux et signé les rapports de réception provisoires des différentes phases. Il s'était par ailleurs largement substitué à l'entrepreneur Borguet dans l'organisation et la supervision de ceux-ci (il s'agissait du premier ouvrage de ce type construit sur le réseau, l'expérience manquait manifestement chez tous les intervenants).
Une commission d'enquête parlementaire est diligentée. Considérant que l'administration des ponts et chaussées ne pouvait être juge et partie dans cette affaire, elle s'appuie  sur l'expertise de plusieurs ingénieurs du génie militaire.
Le 28 août 1846, le jury du tribunal d'assises, ayant répondu «non» à toutes les questions, De Ridder et Borguet sont acquittés lors de l'audience. Après sept mois d'internement préventif, l'ingénieur et l'entrepreneur sont immédiatement remis en liberté.

### Entrepreneur
En 1846, il démissionne des ponts et chaussée et se consacre à ses autres projets, conseillant notamment encore plusieurs concessionnaires ferroviaires.

### Décès
Gustave De Ridder meurt le 27 mai 1862 dans sa résidence du Mée-sur-Seine en France.

## Constructeur de locomotives
Gustave De Ridder a également conçu et construit des locomotives à vapeur, notamment en 1842 pour sa ligne d'Anvers à Gand. Des neuf machines, à écartement de 1,14 m qui ont circulé sur cette ligne, celle dénommée Pays de Waes, a été conservée d'abord au musée des chemins de fer à la gare de Bruxelles-Nord, et ensuite déplacée en 2014 pour rejoindre le nouveau musée Train World à Schaerbeek.

## Publications
- avec Pierre Simons, Description de la route en fer à établir d'Anvers à Cologne : En traversant Duffel, Malines, Louvain, Tirlemont, Waremme, Liège, Verviers, Eupen, Aix-la-Chapelle, Duren et Cologne ; avec embranchement d'Anvers à Lierre, de Maline à Bruxelles, à Termonde et à Gand, de Tirlemont à Namur, etc. (Mémoire à l'appui du projet d'un chemin à ornières de fer à établir entre Anvers, Bruxelles, Liége et Verviers), Bruxelles, Th. Le Jeune, imprimeur-lithographe, 1833, 2e éd., 90 p., In-8, enrichi de huit cartes (BNF 31215130, lire en ligne).
- avec Pierre Simons, Le Chemin de fer belge, ou Recueil des mémoires et devis pour l'établissement du chemin de fer d'Anvers et Ostende à Cologne, avec embranchement de Bruxelles et de Gand aux frontières de France, Bruxelles, Lacrosse et Cie, 1839, 3e éd., 258 p., In-8 (BNF 31372038, lire en ligne).
- Projets définitifs du tracé du chemin de fer d'Anvers à St Nicolas (Document cartographique), Bruxelles, 14 juin 1843, 1 p. (BNF 40742837, lire en ligne).

## Distinctions
- 2 mai 1836 : nommé chevalier de l'Ordre de Léopold[16].
- 9 novembre 1837 : nommé chevalier de la Légion d'honneur[17],[b].
- 20 novembre 1837 : nommé officier de l'Ordre de Léopold[18].